# Roger de Beaumont
Roger de Beaumont genannt  Barbatus (der Bärtige, * um 1015; † 29. November 1094) war ein normannischer Adliger in der Umgebung Wilhelm des Eroberers. Er war Vicomte de Rouen, Herr von Beaumont, Pont-Audemer, Vatteville-la-Rue und vielleicht auch Brionne.

## Biographie
Roger war ein Sohn von Onfroi de Vieilles, einem Verwandten der ersten Herren von Harcourt, und Aubrée. Er wurde der erste Herr von Beaumont, das sich ihm zu Ehren in Beaumont-le-Roger umbenannte.
Mit Roger II. de Montgommery und William Fitz Osbern bildete Roger de Beaumont die neue Generation, auf die Herzog Wilhelm II., der spätere Eroberer, sich nach den Turbulenzen seiner Minderjährigkeit stützte. Der britische Schriftsteller James Planché (1796–1880) berichtet, dass er der reichste, nobelste und mutigste Herr der Normandie und der treueste Freund der Rolloniden war. Er stellte sich um 1040 siegreich Roger I. de Tosny entgegen; der Besitz von Beaumont war für den jungen Herzog eine wertvolle Stütze im Pays d’Ouche.
Wace, der Geschichtsschreiber des 12. Jahrhunderts, berichtet, dass Roger im Moment der Eroberung Englands aufgrund seiner Weisheit zum großen Konzil von Lillebonne gerufen worden sei, er sei aber bereits zu alt gewesen, um am Feldzug [von 1066] teilzunehmen. Stattdessen wurde er einer der Gouverneure der Normandie in dieser Zeit, zögerte aber nicht, sich an den Kosten der Invasion zu beteiligen, indem er 60 Schiffe zum Transport der Truppen über den Ärmelkanal ausrüstete. Folglich ist es wohl nicht er, der auf dem 43. Teil des Teppichs von Bayeux dargestellt wird, wo ein bärtiger Mann zwischen Wilhelm und dessen Halbbruder Odo von Bayeux sitzt, da diese Szene kurz vor der Schlacht von Hastings spielt. Hinzuweisen wäre aber darauf, dass Bärte bei den normannischen Adligen selten waren.
Ordericus Vitalis erklärt, dass Herzog Wilhelm ihm die Burg von Ivry anvertraute, dass aber 1089 der neue Herzog, Robert II. die Festung Guillaume de Breteuil gegeben habe. Zum Ausgleich habe Roger die Burg Brionne erhalten. Ein anderer Chronist, Robert von Torigni, gibt es leicht anderen Bericht, nach dem Rogers Sohn Robert I., um diesen Tausch gebeten habe.
Um 1050 gründete er in der Nähe des von seinem Vater wiederhergestellten Männerklosters Saint-Pierre in Préaux das gleichnamige Frauenkloster. 1070 gründete er das Stift Sainte-Trinité in Beaumont-le-Roger. Von 1071 bis zum Tod Wilhelms hatte er den aufständischen Grafen Morcar von Northumbrien unter seiner Aufsicht.

## Nachkommen
Zwischen 1045 und 1050 heiratete er Adeline de Meulan († 1081), Tochter des Grafen Galéran III. von Meulan, die 1077, als ihr Bruder  Hugues II. ins Kloster ging, Gräfin von Meulan wurde. Ihre Kinder waren:
- Robert I. de Beaumont, Comte de Meulan (1081) und Earl of Leicester (1090).
- Henri de Beaumont († 1119), Earl of Warwick.
- Guillaume de Beaumont.
- Alberée (oder Aubrée) de Beaumont, Äbtissin von Eton.